# Incertae Sedis Chloridoideae
Incertae Sedis Chloridoideae, rodovi trajnica iz porodice trava čija pripadnost unutar potporodice Chloridoideae još nije utvrđena.

## Rodovi
1. Decaryella A.Camus[2]
2. Indopoa Bor
3. Lepturopetium Morat
4. Myriostachya {Benth.) Hook.f.[2]
5. Neostapfiella A.Camus[2]
6. Ochthochloa Edgew.
7. Pogonochloa C.E.Hubb.
8. Pseudozoysia Chiov.
9. Silentvalleya V.J.Nair & al.
10. Viguierella A.Camus[2]